# Kathedrale basiliek van de Apostelen Petrus en Paulus
De Kathedrale basiliek van de Apostelen Petrus en Paulus (Litouws: Kauno Šv. apaštalų Petro ir Povilo arkikatedra bazilika)  is een rooms-katholieke kathedraal in Kaunas, Litouwen. In 1921 werd de kerk tot basilica minor verheven.

## Geschiedenis

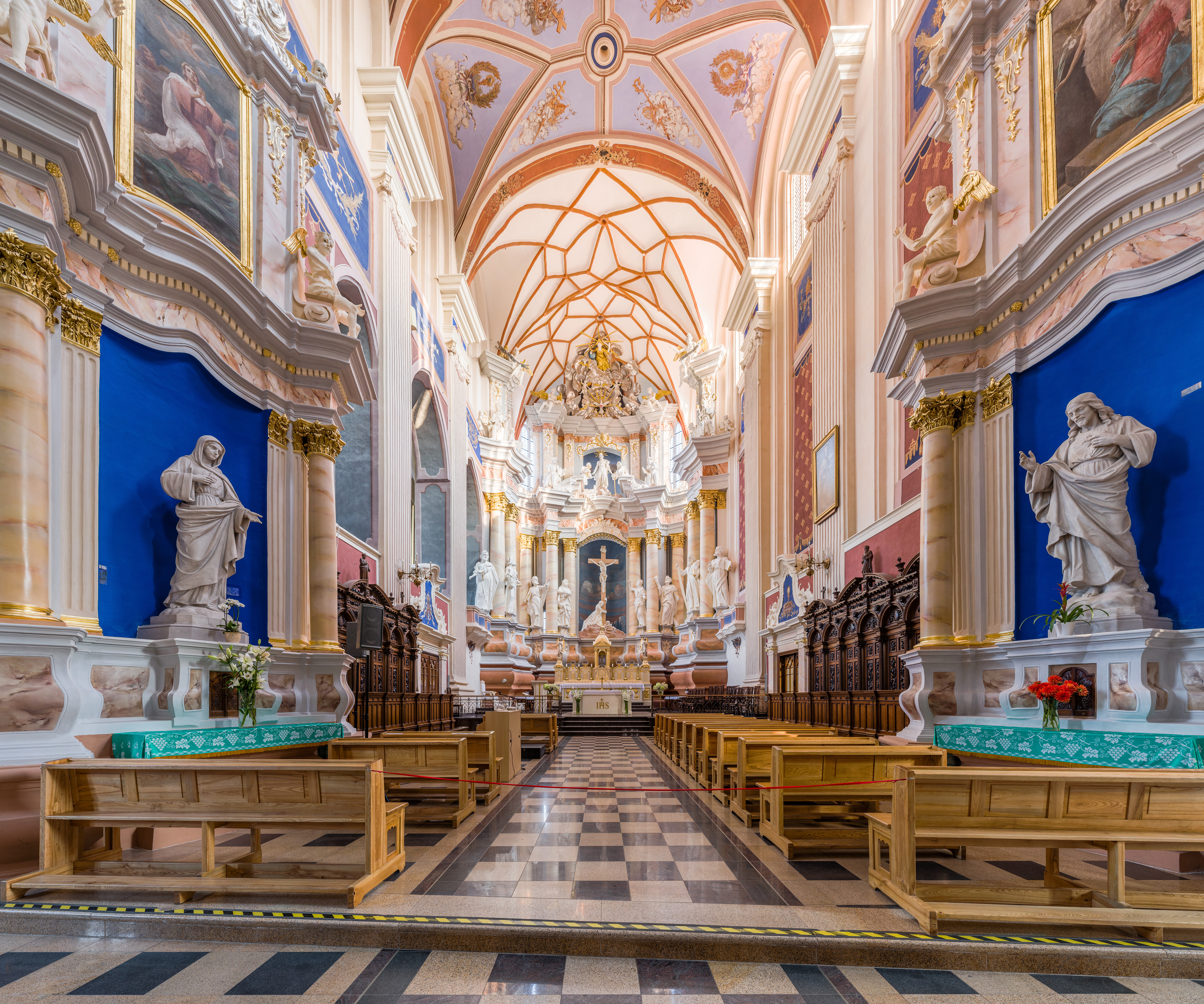
Interieur

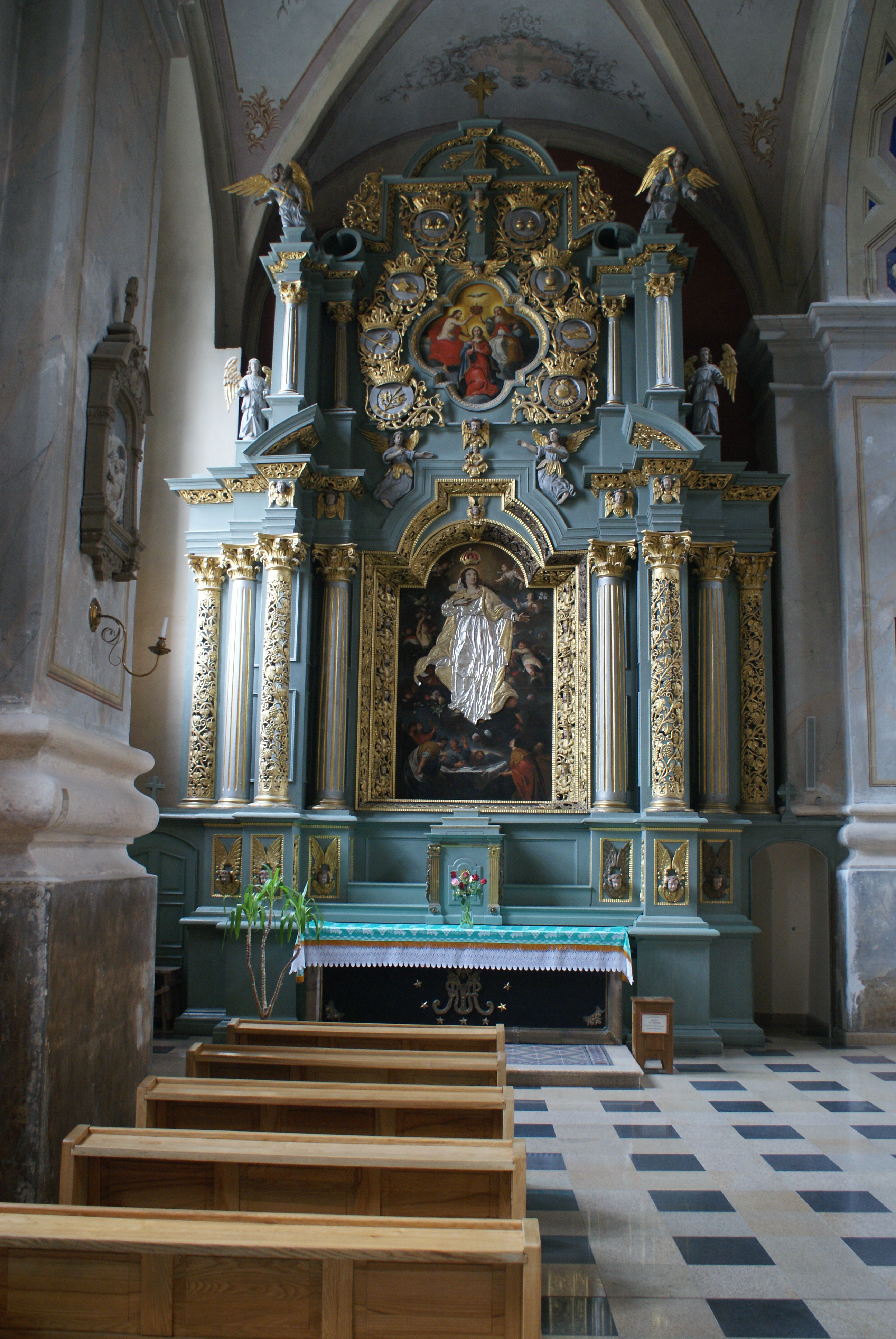
Het Maria-Tenhemelopneming-altaar

Met de bouw van de stads- en marktkerk aan het Raadhuisplein werd omstreeks 1410 in gotische stijl begonnen. In de loop der eeuwen onderging het gebouw door vernielingen bij oorlogsvoering en brandschade herhaaldelijk veranderingen. Het waardevolle interieur weerspiegelt de welvaart van de handelsstad, vooral in de barokke periode. In 1895 werd de Sacramentskapel aangebouwd. In 1921 kreeg de kerk de rang van een basilica minor. Toen in 1926 het aartsbisdom Kaunas werd opgericht, kreeg de kerk de status van kathedraal.  

## Architectuur
De Petrus en Pauluskathedraal is een drieschepige basiliek van baksteen zonder transept. Het kerkschip telt vijf traveeën en het koor vier traveeën, terwijl de apsis een 3/6 afsluiting heeft. De westelijke gevel wordt zuidelijk geflankeerd door een 41 meter hoge eenvoudige klokkentoren. De gotische stijl bleef met name in het koor en de apsis bewaard. Het kerkschip daarentegen werd in de renaissance en de vroege barok verbouwd. Een zelfstandig bouwdeel aan de zuidzijde van het koor vormt de neogotische Sacramentskapel. Karakteristiek voor het uiterlijk van het gebouw zijn de wit gestucte en met de rode baksteen contrasterende accenten in de geveldriehoek, de dagkanten en de architraven.

## Interieur
De vroege- en hoogbarok kenmerken het interieur van de kathedraal. De zuilen, muren en gewelven zijn deels in pasteltinten gemarmerd en deels met ornamenten en medaillons versierd. Deze neobarokke beschildering dateert uit het einde van de 19e eeuw. 
Het hoogaltaar met centraal de beelden van de gekruisigde Jezus en de rouwende Maria Magdalena wordt bekroond met een beeld van de opgestane Heer, geflankeerd door knielende beelden van de apostelen Petrus en Paulus en omgeven van de symbolen van de evangelisten. Het hoogaltaar werd in 1775 ingewijd en staat centraal in een barokke opbouw van zuilen met nog acht expressieve heiligenbeelden. Het koor wordt overspannen door een laatgotisch netgewelf.
Aan beide zijden van het kerkschip bevinden zich vier zijaltaren, waarvan het Maria-Tenhemelopneming-altaar in kunsthistorisch opzicht de meeste aandacht verdient; het altaar is geheel in de oorspronkelijke 17e-eeuwse staat bewaard gebleven.
In de crypte werd de Litouwse bisschop en schrijver Motiejus Valančius († 1875) ter ruste gelegd. Het graf van kardinaal Vincentas Sladkevičius († 2000) bevindt zich in de Sacramentskapel. Johannes de Doper vormt het thema in deze neogotische toevoeging aan de kerk. Aan de buitenmuur van het zuidelijke zijschip staat een grafmonument van de priester en nationale dichter Maironis († 1932).
Het orgel van de kathedraal dateert uit 1882 en werd door de Litouwse orgelbouwer Juozapas Radavičius (1857–1911) gebouwd. Het instrument oriënteert zich aan de laatromantische Franse orgels.